# The Rumble Strips
Die Rumble Strips (Rüttelstreifen) sind eine englische Indie-Pop-Band aus Devon.

## Bandgeschichte
Der Kopf der Band, Charlie Waller aus Tavistock, eiferte in seiner Jugend seinem Onkel nach, der in einer Rockband spielte, und machte selbst Musik. Nach der Schule besuchte er aber erst eine Kunstschule in London und arbeitete als Kunstmaler und Dekorateur. Als er seinen alten Freund Tom Gorbutt aus Tavistock traf, begann er wieder mit der Musik und zusammen mit zwei weiteren Bekannten aus ihrer Heimatstadt gründeten sie schließlich die Rumble Strips, anfangs noch ohne festen Bassisten und dafür mit Trompete und Saxophon. Anfangs trat Waller auch noch mit Vincent Vincent & the Villains auf, bis Transgressive Records seiner eigenen Band einen Plattenvertrag anbot. Im Jahr darauf veröffentlichten sie ihre Debütsingle Motorcycle.
Die Rumble Strips traten danach als Support der Dirty Pretty Things, der Young Knives und der Zutons auf und starteten ihre eigene Tour durch Großbritannien. 2006 erschien ihre EP Cardboard Coloured Dreams und die Veröffentlichung ihres Debütalbums wurde vorbereitet. Zu Beginn des nächsten Jahres schafften sie es in die Top 10 von Sound of 2007, der Newcomer-Liste der BBC. Mit der Single Alarm Clock kamen sie im März erstmals in die britischen Charts. Zwei weitere Chartsingles folgten und im September erreichte die LP Girls and Weather auch die Albumcharts. 
Bei Arbeiten an einem Amy-Winehouse-Remix lernten sie wenig später Mark Ronson kennen und der Produzent bot ihnen an, gemeinsam das nächste Album aufzunehmen. Welcome to the Walk Alone erschien im Sommer 2009, konnte aber den Erfolg ihres ersten Albums nicht wiederholen. Danach schlief die Band langsam ein, ohne sich offiziell aufzulösen. Die Mitglieder gingen eigenen Projekten nach und Matt Wheeler ersetzte 2011 den Schlagzeuger von The Blood Arm.

## Diskografie
Alben
- Cardboard Coloured Dreams (EP, 2006)
- Girls and Weather (2007)
- Welcome to the Walk Alone (2009)

Lieder
- Motorcycle / No Soul (2005)
- Hate Me (You Do) (2006)
- Alarm Clock (2007)
- Motorcycle (2007)
- Girls and Boys in Love (2007)
- Time (2007)
- London (2009)
- Not the Only Person (2009)